# В сердце моря
«В сердце моря» (англ. In the Heart of the Sea) — американский приключенческий фильм 2015 года режиссёра Рона Ховарда, основанный на реальных событиях, произошедших с экипажем китобойного судна «Эссекс» после атаки их корабля кашалотом. Снят по книге Натаниэля Филбрика In the Heart of the Sea: The Tragedy of the Whaleship Essex («В сердце моря: Трагедия китобойного судна „Эссекс“»), удостоенной в 2000 году Национальной книжной премии. Премьера ленты в США состоялась 11 декабря, в России — 3 декабря 2015 года. Картина получила смешанные отзывы критиков и обернулась коммерческим провалом. Подчеркивая связь между «В сердце моря» и «Моби Диком», картина начинается с визита писателя к пожилому Томасу Никерсону, некогда служившему юнгой на китобойном судне, и тот во всех мрачных подробностях рассказывает Мелвиллу, что произошло с «Эссексом» и его командой.

## Сюжет
В 1850 году писатель Герман Мелвилл (Бен Уишоу) навещает трактирщика Томаса Никерсона (Брендан Глисон), последнего выжившего после крушения китобойного корабля «Эссекс», предлагая деньги в обмен на рассказ с подробностями событий. Никерсон сначала отказывается, но вмешивается его жена, убеждая Никерсона в том, что им нужны деньги, и он, наконец, соглашается на беседу с Мелвиллом.
История Никерсона берёт начало в 1820 году в Нантакете, островном городке в штате Массачусетс: китобойная компания оснастила судно «Эссекс» для участия в прибыльной торговле китовым жиром, и 14-летний Никерсон (Том Холланд) устраивается туда юнгой. Владельцы нанимают опытного китобоя Оуэна Чейза (Крис Хемсворт) в качестве первого помощника, хотя он разочарован таким решением, в этот раз он рассчитывал занять пост капитана судна. Капитаном же руководители компании назначают Джорджа Полларда (Бенджамин Уокер), неопытного моряка, но происходящего, однако, из семьи известных китобоев, который завидует мастерству и популярности Чейза. Между Чейзом и Поллардом возникают разногласия по части эффективного управления кораблём, в результате он попадает в шторм вопреки советам Чейза. Несмотря на инцидент, мужчины соглашаются отложить в сторону свои противоречия и работают сообща. Вскоре команда настигает и убивает своего первого кашалота.
Следующие три месяца плавания проходят бесполезно: капитан Поллард понимает, что в Атлантическом океане киты крайне редки. «Эссекс» огибает мыс Горн и направляется в Тихий океан. Команда надеется, что в его водах будет встречаться больше китов. В эквадорском городе Атакамес офицеры встречают испанского капитана, который сообщает им, что его команда нашла область вод в 2000 милях к западу, изобилующей китами, но при этом испанец предостерегает моряков, что некий особенно крупный и агрессивный «белый кит» из мести уничтожил его корабль, при этом погибло шестеро людей из китобойной команды. Отвергая эту историю как миф, Поллард и Чейз подготавливают экспедицию в западные воды. Прибыв на место, они действительно сразу же натыкаются на группу китообразных, но когда они спускают на воду вельботы и приступают к охоте, их неожиданно атакует массивный кашалот-самец, кожа которого побелела от шрамов. Мощнейшими ударами кит серьёзно повреждает «Эссекс», в трюмах начинается пожар, корабль кренится на бок, разваливается, и его остов быстро идёт ко дну. Экипаж покидает тонущий «Эссекс» на трёх китобойных лодках.
Запасы пресной воды и еды у выживших моряков весьма скудны, а до ближайшего берега, по прикидкам, более 1000 морских миль. Вдобавок, таинственный кит не оставляет людей в покое, он преследует их и атакует вновь. Пережив нападение, матросы причаливают к берегам неизвестной земли: ей оказывается крошечный и почти безжизненный остров Хендерсон. Собирая яйца птиц и рыбу у побережья, Чейз в одной из пещер обнаруживает трупы потерпевших кораблекрушение ранее и приходит к выводу, что команда скорее погибнет на острове, быстро истощив его скудные ресурсы, прежде чем мимо пройдёт другой корабль. Капитан Поллард распоряжается покинуть остров. Четверо мужчин решают остаться, остальные же снова отправляются в плавание на лодках в надежде добраться до большой земли. Через какое-то время один моряк умирает от истощения, другие члены команды решаются использовать мясо трупа в качестве пищи.
Никерсон-рассказчик испытывает угрызения совести за вынужденные акты каннибализма и на этом месте прекращает свой рассказ, думая, что его жена не смогла полюбить его, если бы узнала об этом. Однако миссис Никерсон утешает мужа, уверяя, что понимает, какие страдания ему пришлось пережить и Никерсон решается закончить историю. Одна из трёх лодок, отплывших от острова Хендерсона, теряется. Члены экипажей других лодок тянут жребий, выбирая следующую жертву. Однажды, волею случая жребий выпадает Полларду, но его двоюродный брат Генри Коффин (Фрэнк Диллэйн) спасает его, застрелившись.
В один из дней белый кашалот внезапно появляется вновь, Чейз занимает позицию для решающей атаки. Кит подплывает к вельботу и на мгновение замирает, позволяя Чейзу увидеть обломок брошенного им ранее гарпуна, всё ещё находящегося над глазом кита. Чейз не решается бросить гарпун, он смотрит на кита, а кит при этом пристально глядит на моряка. После мимолётного раздумья Чейз опускает гарпун, решив отпустить существо. После чего кит мирно уплывает и больше не возвращается.
Проплывающий мимо корабль случайно замечает лодку капитана Полларда и спасает выживших, однако вельбот старпома Чейза продолжает дрейфовать без еды и воды. Наконец, когда истощённые моряки уже находятся на грани смерти, их судно всё же достигает чилийского острова Александр-Селькирк. Постепенно всех спасённых возвращают в Нантакет, где они, наконец, воссоединяются со своими семьями. Судовладельцы Нантакета просят Полларда и Чейза скрыть подробности их злоключений с целью защитить репутацию китобойной отрасли, но Чейз, решив, что с него достаточно их лицемерия, отказывается от их условий и уходит в отставку. Капитан Поллард на судебном заседании всё же раскрывает правду к большому неудовольствию судовладельцев.
В заключении Никерсон рассказывает, что на остров Хендерсон был отправлен корабль, чтобы спасти оставшихся там моряков; Чейз завязал с охотой на китов, но продолжил плавание по морям и стал капитаном торгового судна; Поллард возглавил ещё одну экспедицию, чтобы найти и убить белого кита. Однако ему так и не удалось найти животное, а его корабль сел на мель у Гавайских островов, после второго фиаско он был вынужден уйти в отставку. Мелвилл прощается с Никерсоном и уходит, чтобы на основе его повествования начать роман «Моби Дик».

## В ролях
| Актёр           | Роль                                       |
| --------------- | ------------------------------------------ |
| Крис Хемсворт   | Оуэн Чейз (первый помощник на «Эссексе»)   |
| Бенджамин Уокер | Джордж Поллард-мл. (капитан «Эссекса»)     |
| Киллиан Мёрфи   | Мэттью Джой (второй помощник на «Эссексе») |
| Том Холланд     | Юный Томас Никерсон (14 лет)               |
| Бен Уишоу       | Герман Мелвилл                             |
| Брендан Глисон  | Старый Томас Никерсон (44 года)            |
| Мишель Фэйрли   | Миссис Никерсон                            |
| Шарлотта Райли  | Пегги                                      |
| Джейми Сивес    | Айзек Коул                                 |
| Пол Андерсон    | Томас Чаппел                               |
| Джозеф Моул     | Бенджамин Лоуренс                          |
| Жорди Молья     | Испанский капитан                          |
| Дональд Самптер | Пол Мэйси                                  |
| Фрэнк Диллэйн   | Генри Коффин                               |

## Производство

### Подбор актёров
Фильм находился в разработке с 2000 года, съёмки планировалось начать силами кинокомпании Miramax Films, первоначальным режиссёром должен был стать Барри Левинсон.
Крис Хемсворт был выбран на одну из главных ролей в июне 2012 года. Том Холланд получил роль юного Никерсона в апреле 2013 года. Киллиан Мерфи подписал контракт на свою роль в июне того же года. Бенджамин Уокер был назначен на роль капитана «Эссекса», ранее на эту роль претендовали и другие актёры, среди них Бенедикт Камбербэтч, Том Хиддлстон и Генри Кавилл.

### Съёмки
Основные съёмки стартовали в сентябре 2013 года в Лондоне на студии Warner Bros. в Ливсдене (Хартфордшир, Англия). Другие места съёмок: острова Гомера и Лансароте из группы Канарских островов. Для изображения морских штормов производственная группа построила большой резервуар для воды, оснащенный специальным оборудованием.
На определённом этапе съёмок актёры и съёмочная группа были вынуждены укрыться в отеле из-за шторма у Канарских островов, который неожиданно стал причиной редкого для тех мест наводнения. Производство было остановлено на 1,5 суток, но всё же в итоге создатели уложились в положенные сроки длительностью 73 дня, как изначально планировалось.
В одном из интервью для шоу «Джимми Киммел в прямом эфире» Крис Хемсворт рассказал, что в ходе подготовки к роли голодающих моряков, актёры сидели на диете из 500—600 калорий в день, чтобы прийти к должной форме. Сам Хемсворт похудел с 97,5 до 79,3 кг, чтобы сыграть роль Оуэна Чейза, отметив, что эта картина «физически и эмоционально самая тяжёлая, в которой я участвовал. Мне пришлось сбросить свой привычный вес, я просто никогда больше не хочу повторять такое. Так или иначе, жёсткая диета оказала на нас мощный эмоциональный эффект … в некотором смысле мы прочувствовали лишения тех китобоев».

### Музыка к фильму
Роке Баньос написал музыку к фильму. Его порекомендовал Ханс Циммер, к которому изначально обратились создатели фильма.
| №   | Название                                          | Длительность |
| --- | ------------------------------------------------- | ------------ |
| 1.  | «Arriving Nickerson's Lair»                       | 2:51         |
| 2.  | «Chase Walking Nantucket»                         | 2:05         |
| 3.  | «Farewell»                                        | 2:47         |
| 4.  | «Young Nickerson»                                 | 2:16         |
| 5.  | «Essex Leaving Harbor»                            | 3:06         |
| 6.  | «The Knockdown»                                   | 6:15         |
| 7.  | «Blows»                                           | 7:07         |
| 8.  | «A Thousand Leagues Out»                          | 3:23         |
| 9.  | «Lower Away»                                      | 3:54         |
| 10. | «The Attack»                                      | 5:47         |
| 11. | «Abandon Ship»                                    | 6:09         |
| 12. | «Separations»                                     | 4:29         |
| 13. | «Stand Off»                                       | 3:10         |
| 14. | «Homecoming»                                      | 7:32         |
| 15. | «The Story Is Told»                               | 6:41         |
| 16. | «The White Whale Chant»                           | 4:38         |
| 17. | «Meeting Old Nickerson» (Bonus Track)             | 2:26         |
| 18. | «The Second Attack» (Bonus Track)                 | 4:19         |
| 19. | «Lost at Sea» (Bonus Track)                       | 2:50         |
| 20. | «Desert Island» (Bonus Track)                     | 3:44         |
| 21. | «Finding the Dead» (Bonus Track)                  | 2:04         |
| 22. | «End Credits» ((Alternate Version) [Bonus Track]) | 1:17         |

## Выпуск в прокат
Изначально планировалось, что фильм будет выпущен в США и Канаде 13 марта 2015 года, но позже выход перенесли на 11 декабря, чтобы доработать фильм для выпуска в 3D, а также повысить его шансы стать претендентом на награды сезона. В международный прокат продюсеры решили выпустить фильм раньше — за неделю до его премьеры в США 11 декабря, — с целью избежать конкуренции со «Звездными войнами: Пробуждение силы», показ которого за границей начался 16 декабря. В Северной Америке картина была выпущена в формате Dolby Vision и Dolby Cinema.